# نارسيس فورنير
نارسيس فورنير (بالفرنسية: Narcisse Fournier)‏ (24 نوفمبر 1803، باريس في فرنسا - 24 أبريل 1880، باريس في فرنسا)؛ صحفي، مترجم، كاتب مسرحي وروائي فرنسي.